# Caso Forgo
Il caso Forgo è un importante caso, deciso dalla Corte di cassazione francese in due sentenze del 1878 e del 1882, riguardante il diritto applicabile ad una successione internazionale che ha dato origine al dibattito giurisprudenziale e dottrinale relativo alla questione del rinvio nel diritto internazionale privato.

## Il fatto
Il signor Franz Xavier Forgo era un cittadino bavarese, figlio naturale di genitori bavaresi, che sin da bambino si era trasferito in Francia. Egli aveva sempre vissuto in Francia, senza mai acquistare né la cittadinanza francese, né il domicilio in Francia.
Alla sua morte, avvenuta in Francia nel 1869, egli aveva lasciato un ingente patrimonio mobiliare situato in Francia e non aveva fatto testamento. Gli unici suoi familiari superstiti erano dei collaterali di parte materna di nazionalità bavarese e residenti in Baviera.

## Il diritto sostanziale
L'ordinamento sostanziale bavarese risolveva il caso del signor Forgo prevedendo che l'intero asse ereditario venisse devoluto ai familiari della madre residenti in Baviera, malgrado il fatto che il Forgo non fosse figlio legittimo.
Invece, il diritto francese considerava che i familiari della madre del Signor Forgo non fossero da considerarsi successibili, proprio a causa dello status di figlio naturale del Forgo e, pertanto, in assenza di successibili, l'intero patrimonio veniva assegnato in eredità allo Stato Francese.

## Le norme di conflitto
Le norme di conflitto vigenti nel diritto francese in caso di successione prevedevano che venisse applicata la legge di cittadinanza del defunto, pertanto, la legge applicabile al Caso Forgo sarebbe stata quella bavarese.
Al contrario, le norme di diritto internazionale privato in materia successoria presenti in Baviera prevedevano che venisse applicata la legge di residenza abituale del de cuius. Conseguentemente la legge applicabile alla fattispecie sarebbe stata quella francese.

## La risoluzione
Apertasi la successione in Francia, la questione successoria venne proposta al Tribunale francese. Questi risolse la questione affermando che l'eredità dovesse essere devoluta ai familiari bavaresi del Signor Forgo, posto che essi erano riconosciuti come parenti successibili dal diritto bavarese, legge applicabile al caso di specie in forza del rinvio posto in essere dalle norme di diritto internazionale privato francese.
L'Amministrazione Pubblica francese fece così ricorso alla Corte di cassazione. Il Giudice di legittimità, con una sentenza emessa il 22 febbraio 1882 ribaltò la precedente sentenza affermando che poiché il Codex Maximilianus Bavaricus stabiliva che in materia successoria doveva essere applicato il diritto della residenza abituale del defunto, ossia, al caso di specie, quello francese, allora il patrimonio doveva essere devoluto allo Stato francese poiché, secondo le norme sostanziali francesi, esso era l'unico successibile.